# Zdravko Uskoković
Zdravko Uskoković (* 27. Juli 1950) ist ein montenegrinischer Ingenieurwissenschaftler.

## Leben
Uskoković studierte von 1969 bis 1973 Elektrotechnik an der Universität von Montenegro und von 1974 bis 1976 an der University of Maryland, College Park in den Vereinigten Staaten. 1983 erwarb er den Doktorgrad in Elektrotechnik an der Universität von Montenegro. Seit 1995 ist er als Ordentlicher Professor an der Elektrotechnischen Fakultät der Universität von Montenegro tätig. Zu seinen Forschungsschwerpunkten zählen Regelungstheorie und Signalverarbeitung.